# Catadioptrisch systeem

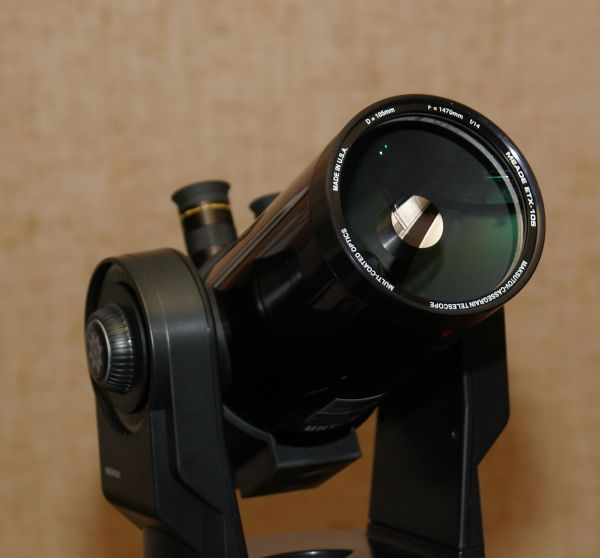
Een catadioptrische telescoop (Maksoetov)
Meade ETX105, objectiefdiameter 105 mm, brandpuntsafstand 1400 mm

Een catadioptrisch systeem is een optisch systeem waarin breking en reflectie in één systeem zijn gecombineerd, gewoonlijk in de vorm van lenzen en gebogen spiegels. Catadioptrische systemen worden gebruikt in focusserende systemen, zoals zoeklichten, koplampen, focussering voor vuurtorenlichten, optische telescopen en fotografische teleobjectieven.
Het woord catadioptrisch is samengesteld uit catoptrisch en dioptrisch. Catoptrisch komt van het Griekse κατοπτρικος (katoptrikos, spiegelend of glanzend); dioptrisch komt van het Griekse δια (dia, door of doorheen) en οπτεσθαι (optesthai, zien).

## Geschiedenis
Catadioptrische combinaties werden al vroeg gebruikt in optische systemen. In de jaren 1820 ontwikkelde Augustin Jean Fresnel verschillende catadioptrische reflectoren voor vuurtorens. Léon Foucault ontwikkelde in 1859 een catadioptrische microscoop tegen de aberraties die optraden bij sterk vergrotende lenzen. In 1876 vond een Franse ingenieur, A. Mangin, een spiegelsysteem uit dat later bekend zou worden als de Manginspiegel, een holle reflector van glas met een zilverlaagje op het achtervlak. De twee oppervlakken hebben een verschillende kromtestraal, om de aberratie van de sferische spiegel te corrigeren. Het licht valt tweemaal door het glas, zodat het geheel te vergelijken is met een tripletlens. Manginspiegels werden gebruikt in zoeklichten, waar zij een bijna-ideale evenwijdige bundel produceerden. Veel catadioptrische telescopen gebruiken negatieve lenzen met een reflecterende laag op de achterzijde die „Manginspiegels” worden genoemd, hoewel het geen enkel-elementspiegels zijn zoals de oorspronkelijke Mangin-versie; bovendien zijn verschillende van hen reeds ouder dan de uitvinding van Mangin.

## Catadioptrische telescopen
Catadioptrische telescopen zijn telescopen,
- die spiegels en lenzen combineren,
- waarbij alle elementen sferische oppervlakken hebben (die eenvoudiger te vervaardigen zijn),
- die een grotere mate van correctie van afbeeldingsfouten hebben dan telescopen met alleen lenzen of alleen spiegels,
- die een grote beeldhoek hebben,
- en/of een „opgevouwen” stralengang hebben.

Veel types hebben een „corrector”, een lens of een gebogen spiegel, om verdere afbeeldingsfouten te corrigeren.

### Catadioptrische dialyten
Catadioptrische dialyten waren de eerste catadioptrische telescopen. Zij bestaan uit refractorobjectief van één element, in combinatie met een negatieve lens met verzilverde achterzijde (vergelijkbaar met een Manginspiegel). De eerste van dit type telescopen was de Hamiltontelescoop, waarvoor W.F. Hamilton in 1814 octrooi aanvroeg. De mediaaltelescoop van Schupmann, tegen het einde van de negentiende eeuw ontwikkeld door de Duitse opticus Ludwig Schupmann, heeft de catadioptrische spiegel voorbij het brandpunt van de hoofdrefractor en bevat bovendien een derde correctie- en focusseringslens.

### Correctoren met maximale apertuur
Er bestaan verschillende telescoopontwerpen die een lens (gewoonlijk een correctieplaat of corrector genoemd) met maximale diameter vóór de hoofdspiegel hebben. Het voordeel van deze ontwerpen is dat alle oppervlakken bolsymmetrisch zijn. Zij waren oorspronkelijk ontworpen voor optische systemen met grote apertuur en grote beeldhoek, met weinig coma en astigmatisme, voor gebruik als astrograaf. Zij combineren het vermogen van een sferische spiegel om licht naar hetzelfde punt terug te kaatsen, en een grote lens (de corrector) vóór het systeem die het invallende licht zodanig breekt dat de spiegel voorwerpen op oneindig afbeeldt. Enkele van deze ontwerpen werden gebruikt om compacte catadioptrische Cassegrainsystemen te maken met een grote brandpuntsafstand.

#### De Schmidt-correctorplaat
De Schmidt-correctorplaat, de eerste correctorplaat over de volle diameter, werd gebruikt in de zogenaamde Schmidtcamera uit 1931, van Bernhard Schmidt. De Schmidtcamera is een fotografische telescoop met grote beeldhoek, met de correctorplaat in het krommingsmiddelpunt van de hoofdspiegel. Hierdoor wordt een beeld gevormd in een gebogen brandvlak binnen de buis, alwaar een gebogen film of detector is geplaatst. Door de betrekkelijk dunne en lichte corrector kunnen Schmidtcamera’s worden gebouwd met diameters tot 1,3 m. Door zijn ingewikkelde vorm vergt het maken van de corrector verschillende processen. Uitgaande van een vlak stuk glas, wordt aan één zijde een vacuüm gecreëerd, zodat de glasplaat enigszins hol staat. De holle zijde wordt nu vlakgeslepen en gepolijst, zodanig dat hij uiteindelijk precies de vereiste vorm krijgt voor het corrigeren van de sferische aberratie van de hoofdspiegel. Het ontwerp heeft tot diverse Schmidt-varianten geleid.
Populaire subtypes

Stralengang in een Schmidt-Cassegrainsysteem

- De Schmidt-Cassegraintelescoop is een populair type commerciële telescoop voor amateur-astronomen,[6] die sinds de jaren 1960 in grote aantallen wordt gefabriceerd. Op de plaats van filmhouder van de eigenlijke Schmidtcamera hebben zij een Cassegrain-vangspiegel, waardoor de stralengang wordt dubbelgevouwen, hetgeen een grote brandpuntsafstand en een kleine beeldhoek oplevert.

#### De meniscus- of Maksoetovcorrectorplaat
Het idee om de gecompliceerde Schmidtcorrector te vervangen door een gemakkelijker te vervaardigen meniscuslens met maximale apertuur om een telescoop met grote beeldhoek te bouwen, kwam begin jaren 1940 bij ten minste vier Europese optici op, te weten Albert Bouwers (1940), Dmitri Maksoetov (1941), K. Penning, en Dennis Gabor (1941). Door de vereiste geheimhouding tijdens de oorlog wisten deze ontwikkelaars niets van elkaars werk, waardoor onafhankelijk van elkaar iets werd ontworpen. Bouwers bouwde in 1940 een meniscustelescoop en vroeg in februari 1941 octrooi aan. Deze had een sferische concentrische meniscus en was alleen geschikt als monochromatische astronomische camera. Een latere versie had een gekitte doubletlens om de chromatische aberratie te corrigeren. Dmitri Maksoetov bouwde in oktober 1941 een prototype voor een soortgelijke meniscustelescoop, de Maksoetovtelescoop en vroeg in november van datzelfde jaar octrooi aan. Zijn ontwerp corrigeerde sferische en chromatische aberratie met behulp van een zwakke, negatieve meniscuscorrector, die dichter bij de hoofdspiegel stond.
Populaire subtypes

Stralengang in een meniscustelescoop (Maksoetov-Cassegrain)

- De Maksoetov-Cassegraintelescoop is het meest populaire type met een meniscuscorrector, een variant van de Maksoetovtelescoop. Hij heeft een secundaire spiegel in de vorm van een verzilverd gedeelte op de corrector. Door zijn opgevouwen stralengang combineert hij een grote brandpuntsafstand en kleine beeldhoek met een compacte bouw. Dit ontwerpidee staat al in Maksoetovs aantekeningen uit 1941 en werd voor het eerst commercieel benut door Lawrence Braymer (Questar, 1954), and John Gregory (octrooi 1955[10]). Door de combinatie van de corrector met het verzilverde gedeelte vereist hij weinig onderhoud en is hij robuust, daar hij luchtdicht gebouwd kan worden, met een gefixeerde uitlijning.

### Correctoren met een kleinere apertuur
In correctorontwerpen voor een kleine apertuur zitten de correctorelementen gewoonlijk in het brandpunt van een veel groter objectief. Deze elementen kunnen zowel lenzen als spiegels zijn, maar omdat er sprake is van meerdere oppervlakken, kan het bereiken van een goede aberratiecorrectie bij dergelijke systemen zeer ingewikkeld zijn. Voorbeelden zijn de catadioptrische telescopen van Argoenov-Cassegrain en van Klevtsov-Cassegrain, die beide als secundaire spiegel een optische groep hebben bestaande uit verschillende lenzen en een Manginspiegel.

## Catadioptrische objectieven in de fotografie

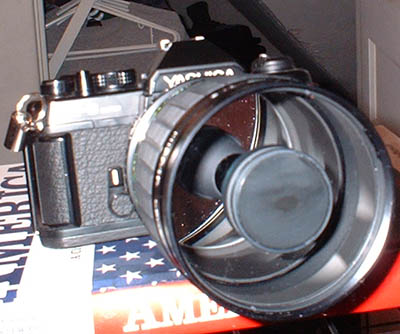
500mm Catadioptrisch fotografisch objectief, gemonteerd op een Yashica FX-3.

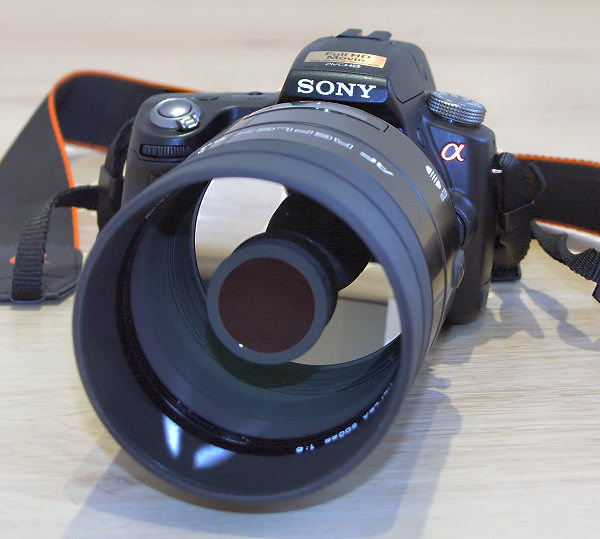
Minolta AF 500mm F/8 Catadioptrisch fotografisch objectief, gemonteerd op een Sony Alpha 55 camera

Catadioptrische objectieven worden ook in de fotografie gebruikt, waar ze wel reflexobjectieven of spiegelobjectieven worden genoemd. Zij zijn veel lichter, kleiner en goedkoper dan refractorobjectieven met vergelijkbare brandpuntsafstand (> 300 mm), maar dit gaat ten koste van enkele optische compromissen.
Refractieve objectieven met een brandpuntsafstand > 300 mm kunnen meer dan twintig optische elementen hebben in een behuizing met een lengte van dezelfde grootteorde als de brandpuntsafstand. Catadioptrische systemen vouwen de stralengang op, waardoor de lengte en het gewicht van het objectief aanzienlijk afnemen terwijl brandpuntsafstanden van 500 mm of 1000 mm realiseerbaar zijn. Bovendien hebben zij in tegenstelling tot refractieve objectieven vrijwel geen last van chromatische aberratie.
Catadioptrische objectieven hebben echter ook verschillende nadelen. Het feit dat zij in het midden een obstructie hebben, betekent dat zij geen instelbaar diafragma kunnen hebben om de lichtsterkte in te stellen. Dat betekent dat het diafragmagetal van het objectief een vaste waarde heeft, namelijk die van de apertuur van het hele objectief (typisch f/8 voor een objectief van 500 mm, of f/11). De dubbelgevouwen stralengang beperkt de lengte van het objecief, maar vergroot de diameter.
Het meest opvallende kenmerk is de ringvorm van onscherpe punten in het beeld, waardoor een torusvormige vervaging (de zogenaamde bokeh) optreedt die veroorzaakt wordt door de vorm van de intreepupil.
Verschillende fabrikanten hebben in de laatste decennia van de 20e eeuw catadioptrische objectieven gemaakt. Nikon en Canon boden verschillende ontwerpen, zoals 500 mm 1:8 en 1000 mm 1:11. (Die van Nikon heetten eerst Mirror-Nikkor en later Reflex-Nikkor.) Kleinere bedrijven, zoals Tamron, hadden hun eigen versies. Van de grote fabrikanten heeft nu alleen nog Sony (voorheen Minolta) een catadioptrisch objectief van 500 mm voor hun camera’s uit de Alpha-reeks. Het bijzondere van dit Sony-objectief is dat dit het enige van een groot merk is dat automatische scherpstelling biedt (afgezien van het identieke, door Minolta vervaardigde, objectief dat voorafging aan de productie door Sony).